# اترینگر بلربرگ
اترینگر بلربرگ (به آلمانی: Ettringer Bellerberg) یک کوه و تپه در آلمان است که در ماین-کبلنتس واقع شده‌است.